# Freinsheim
Freinsheim is een plaats in de Duitse deelstaat Rijnland-Palts, en maakt deel uit van de Landkreis Bad Dürkheim.
Freinsheim telt 4.923 inwoners.

## Bestuur
De plaats is een Ortsgemeinde en maakt deel uit van de Verbandsgemeinde Freinsheim.

## Galerij

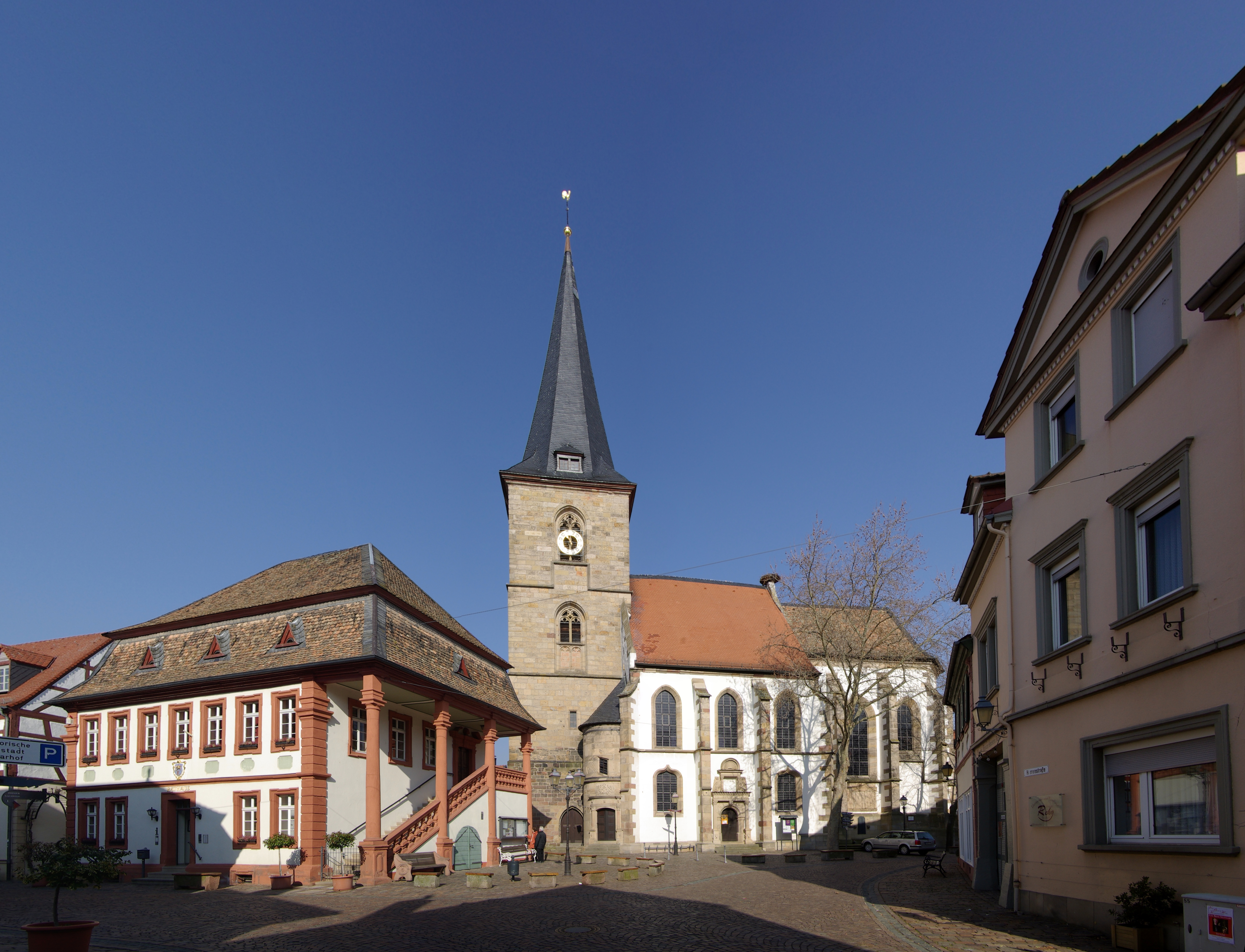
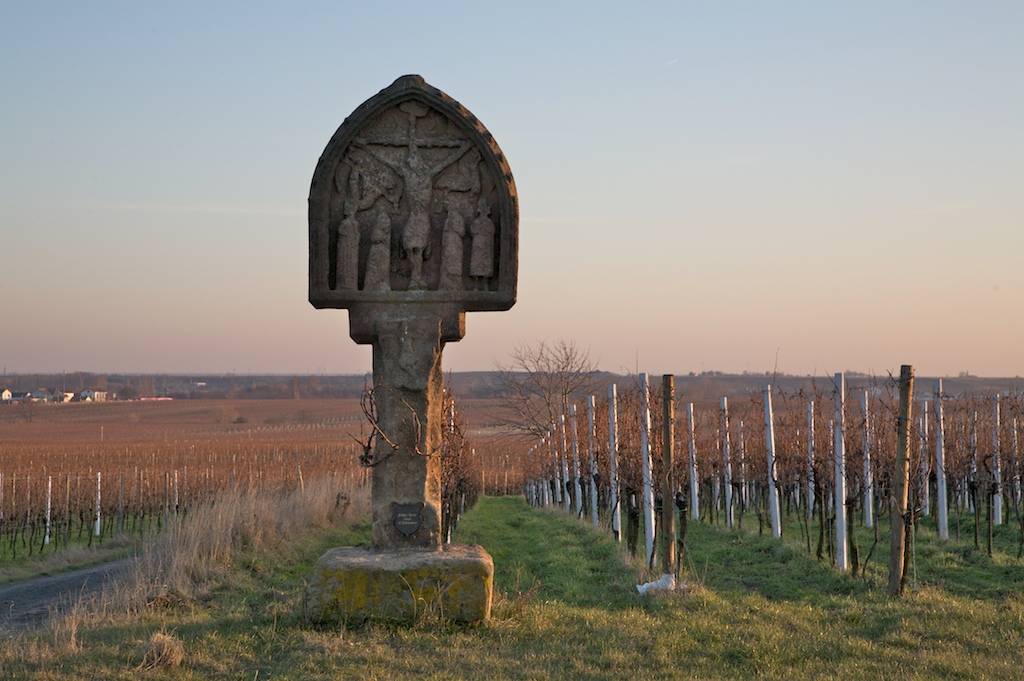
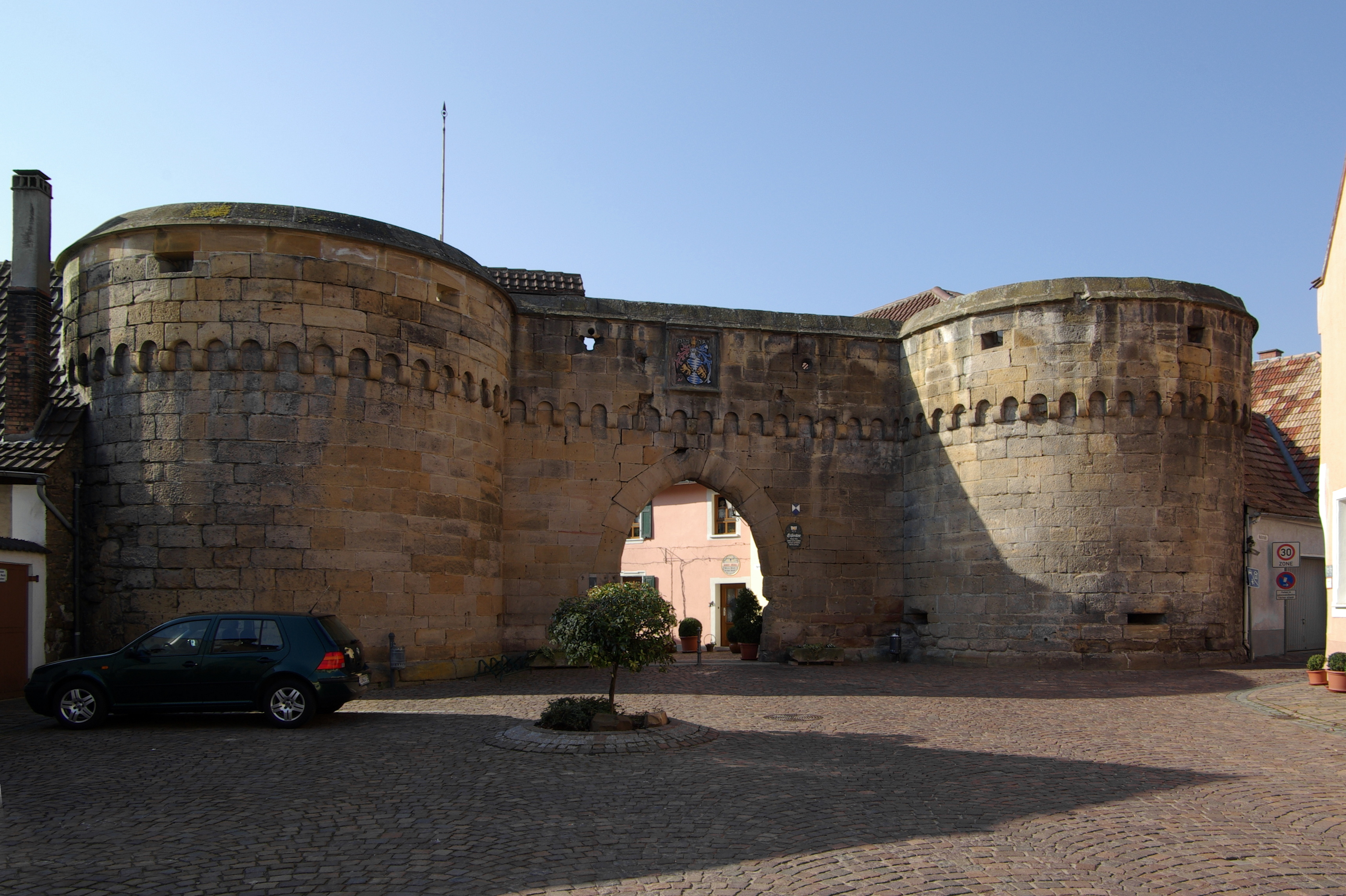
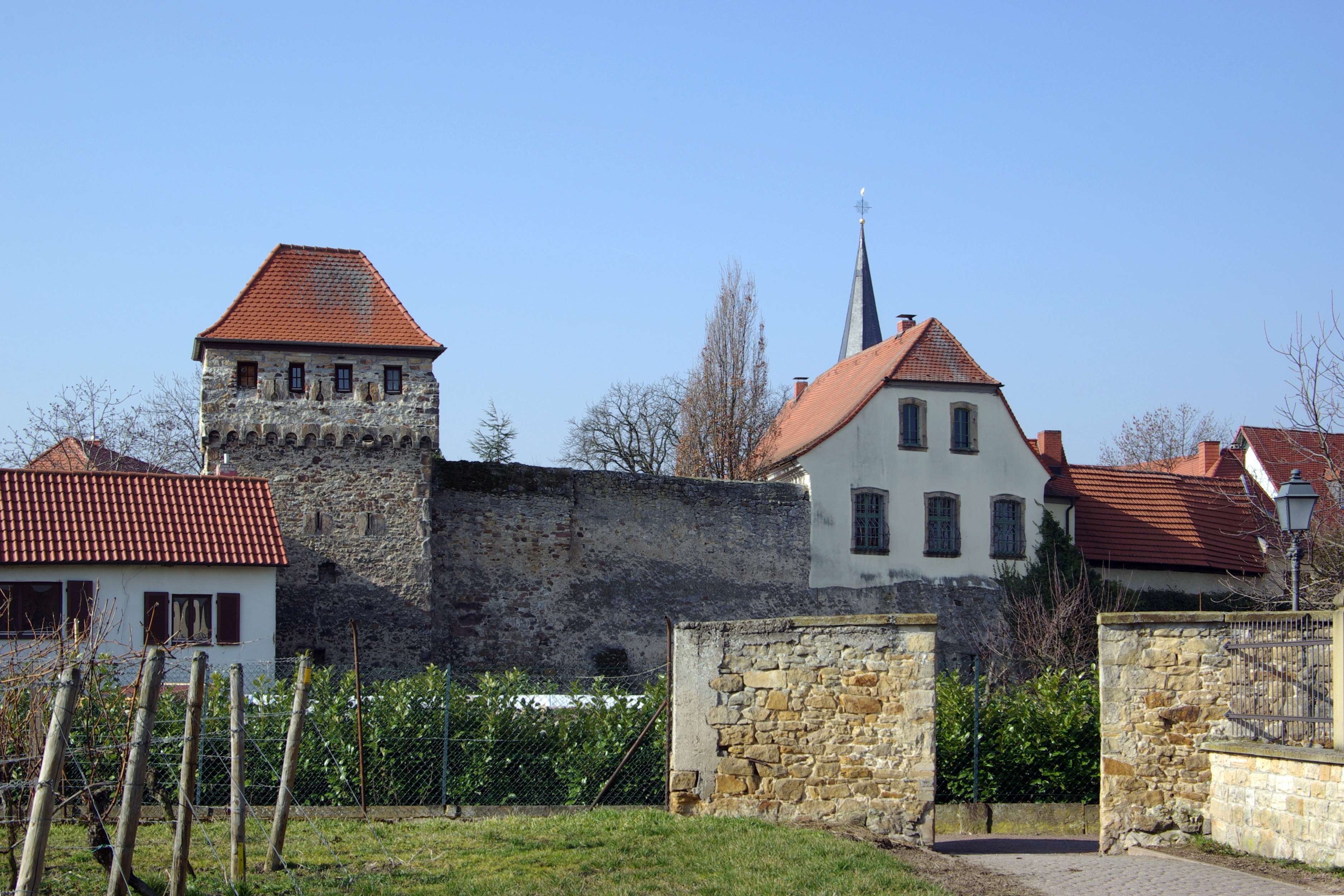
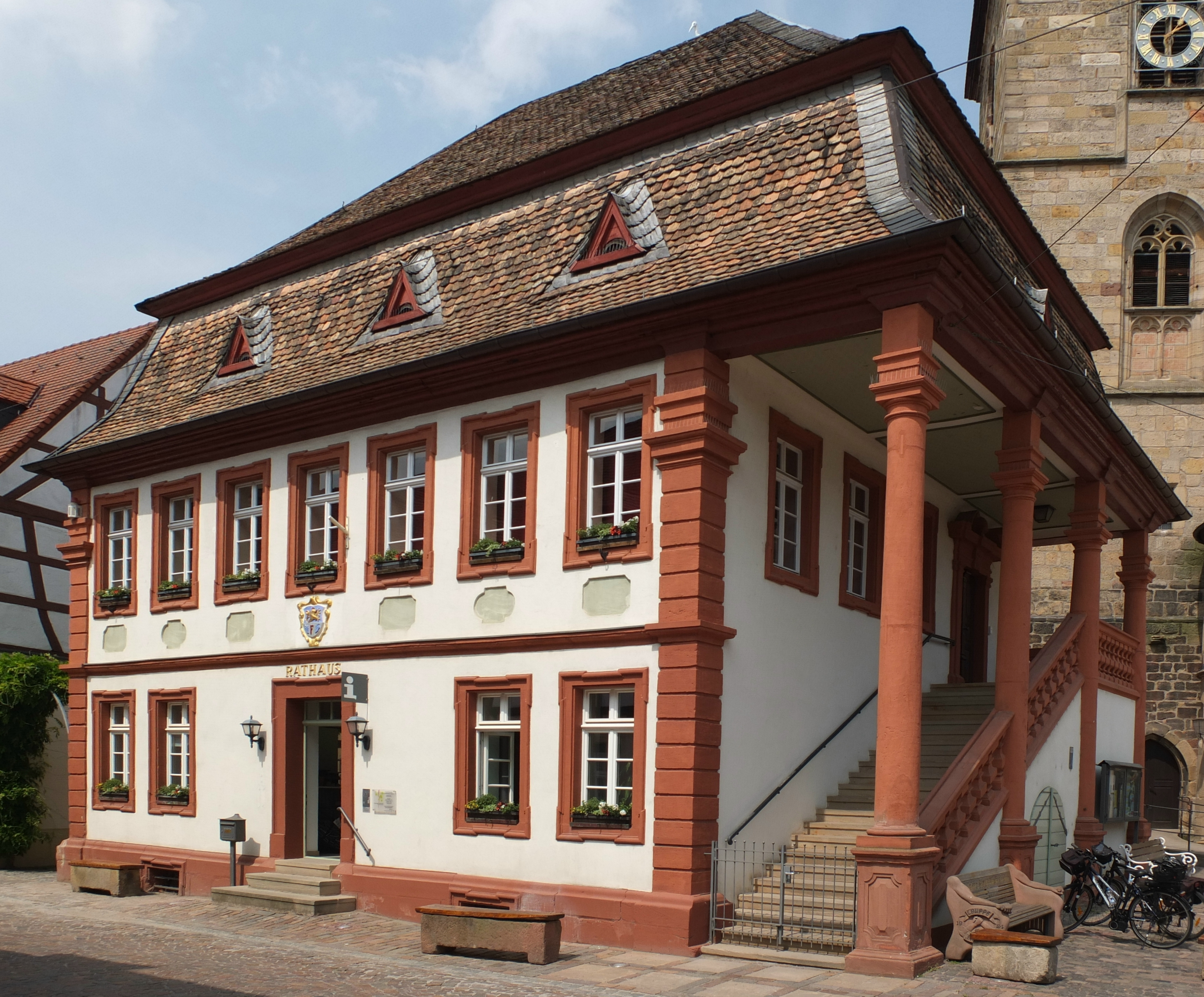

Altleiningen ·
Bad Dürkheim ·
Battenberg ·
Bissersheim ·
Bobenheim am Berg ·
Bockenheim an der Weinstraße ·
Carlsberg ·
Dackenheim ·
Deidesheim ·
Dirmstein ·
Ebertsheim ·
Ellerstadt ·
Elmstein ·
Erpolzheim ·
Esthal ·
Forst an der Weinstraße ·
Frankeneck ·
Freinsheim ·
Friedelsheim ·
Gerolsheim ·
Gönnheim ·
Großkarlbach ·
Grünstadt ·
Haßloch ·
Herxheim am Berg ·
Hettenleidelheim ·
Kallstadt ·
Kindenheim ·
Kirchheim an der Weinstraße ·
Kleinkarlbach ·
Lambrecht ·
Laumersheim ·
Lindenberg ·
Meckenheim ·
Mertesheim ·
Neidenfels ·
Neuleiningen ·
Niederkirchen bei Deidesheim ·
Obersülzen ·
Obrigheim ·
Quirnheim ·
Ruppertsberg ·
Tiefenthal ·
Wachenheim an der Weinstraße ·
Wattenheim ·
Weidenthal ·
Weisenheim am Berg ·
Weisenheim am Sand